# Арминије
Арминије (лат. Arminius; рођен око 17/16. п. н. е. – убијен 21. године) био је поглавар германског племена Херуска који је 9. године нанео Римљанима тежак пораз у бици у Теутобуршкој шуми. Иако се о реалном значају Арминијеве победе из 9. године у историјској науци живо разматра, од доба романтизма у 19. веку, Арминије је постао симбол борбе немачког народа за уједињења и отпор освајачима. Његова победа у Теутобуршкој шуми би убрзала трајно стратешко повлачење Римског царства из Германије. Модерни историчари су Арминијеву победу сматрали једним од највећих пораза Рима, и прекретном тачком пошто је спречила романизацију германских народа источно од Рајне. Такође се сматра једном од најодлучнијих битака у историји и прекретницом у историји човечанства.
Арминије је вероватно латинизована верзија германског имена Irmin што значи „велики“. Међутим, од времена Реформације Арминије постаје симбол германског отпора римској превласти, односно, како је то актуелизовано у 16. веку, протестантском отпору супрематији Римокатоличке цркве и папства. Вођа реформације Мартин Лутер је Арминијево име транскрибовао као Херман што би у преводу значило „ратник“. Оваква адаптација Арминијевог имена нарочито је форсирана током 19. века у време буђења немачке националне свести када Арминије постаје и симбол борбе за уједињење Немачке.

## Порекло
Арминије је рођен највероватније 17. п. н. е. као син херуског ратног поглавара Сегимера. Као младић служио је у римској војсци, борећи се, највероватније против варварских племена на Балкану. Касније је био на челу једног помоћног одреда Херуска где је и стекао и римско грађанско право и чланство у коњаничком сталежу.

## Битка у Теутобуршкој шуми
Арминије се вратио 7. или 8. године у провинцију Германију и служио је под римским проконзулом Квинтилијем Варом. Вар је као проконзул био намесник недавно успостављене провинције Германије која се простирала источно од реке Рајне. Варов задатак био је да успостави римску власт све до Везера и Лабе на истоку. Међутим, Арминије је тајно почео да окупља око себе германске поглаваре како би осујетио римске намере. Око себе окупио је иначе несложна племена Херуска, Сикамбра, Марса, Хата, Хаука, и Бруктера. У јесен 9. године, искористивши Варово поверење, Арминије је намамио три римске легије с око 20 хиљада војника на челу са самим проконзулом у заседу у Теутобуршкој шуми и потпуно их уништио током тродневне битке. Данас се сматра да се битка одиграла у крајевима двадесетак километара северно од Оснабрика. Током битке римска војска је, што се сматрало за неописиву срамоту, изгубила сва три легијска стега у облику орла, а проконзул Вар је извршио самоубиство. Након тога, Римљани су евакуисали територије између Рајне и Лабе.

## Германикови походи
После победе над Варом, Германи су морали да истрпе казнене експедиције које је предводио прво Августов посинак Тиберије од 11. до 14. године, а затим и римски војсковођа Германик, Тиберијев синовац.
Непосредно пред нове походе Римљана, Арминије је безуспешно покушао да привуче на своју страну најмоћнијег међу германским поглаварима, Марбода, краља Маркомана, коме је на дар послао Варову одрубљену главу. Први Германиков поход из 15. године вођен је са променљивом срећом за Римљане пошто су се германски ратници склањали у тешко доступне мочваре и шуме. Германик је успео да зароби Арминијеву бремениту супругу Туснелду и разори бројна германска насеља али не и да постигне убедљивију војну победу. Наредне, 16. године Римљани су успели да наметну отворену битку на реци Везер, вероватно између данашњег Миндена и Хамелна, али, иако су легионари однели тесну победу, рањени Арминије је успео да се повуче са бојног поља и поведе добар део војске са собом. Наредни сукоб у близини данашњег Хановера окончан је уз велики губитке на обе стране. Германик је наредио повлачење у римску Галију и, иако му је стриц, цар Тиберије одобрио тријумф, поход из 16. године је у ствари означио последњи озбиљнији римски покушај да се учврсте на источној обали Рајне.

## Последње године и смрт
Након повлачења римске војске, Арминије је заратио на Мербода и успео да га потуче. Међутим, Арминије није успео да дубље зађе на територију данашње Чешке која је била центар Маркоманске краљевине. Сукоб је окончан примирјем пошто је у самој Германији расло незадовољство Арминијевим вођством. Пре свега Арминију су се супротстављали германски поглавари који су у њему видели амбициозног политичара који жели да им се наметне за краља. Пошто су Германи живели подељени на мање племенске групе и савезе наметање било какве централне власти сматрали су незамисливим. поред тога, међу Германима било је и проримских старешина и племена, тако да су аристократе из племена Хата наводно понудиле Тиберија да отрују Арминија и тако уклоне опасног непријатеља Римског царства. Цар је одбио ову понуду сматрајући је исувише нечасном за силу какво је било царство. Ипак, Арминије је 21. године убијен од стране својих саплеменика који су га оптуживали да тежи краљевској власти.
Арминијева супруга Туснелда вођена је у Германиковом тријумфу 17. године. У заробљеништву је родила Арминијевог сина Тумелиха који је након тријумфа заједно са мајком интерниран у Равену. Ту су га Римљани обучавали за гладијатора тако да се данас сматра да је страдао у арени 30. или 31. године када је имао свега 15 или 16 година.

## Арминије у историји и традицији
Арминијева дела позната су нам пре свега захваљујући Аналима римског историчара Корнелија Тацита. Тацит, који је стварао почетком 2. века, идеализовао је Германе сматрајући их за племените дивљаке насупрот морално исквареним Римљанима. Арминија је назвао ослободиоцем Германије који је изазвао Римско царство на врхунцу његове моћи и кога Римљани нису могли да поразе у борби.
Тацитово дело је почетком 16. века поновно откривено захваљујући напорима хуманиста. Као што је споменуто Мартин Лутер га је истакао као симбол германског отпора Римљанима односно протестантског католичкој цркви.
Почетком 19. века, са Наполеоновим освајањима немачких државица, Арминијеви подухвати су поново привукли пажњу људи од пера. Немачки драматург и књижевник Хајнрих фон Клеист је 1808. написао драму Херманова битка, али је она након француске победе код Ваграма морала остати неизведена. Касније је драма стекла велику популарност и нарочито је радо извођена током периода Трећег рајха.
У време борбе за уједињење Немачке, 1839. почело се за подизањем Хермановог споменика (Hermannsdenkmal) у близини града Детмолда, где се у оно време сматрало да се налазило поприште Теутобуршке битке. Споменик, висок 53,5 метара, завршен је недуго након Француско-пруског рата 1870-1871 и коначног уједињења Немачке у Друго или Немачко царство. Споменик, чију је изградњу добрим делом субвенционисала краљевина Пруска, завршен је 1875. године. Од тада па до данас споменик је велика туристичка атракција. На Арминијевом мачу налази се натпис:
Deutsche Einigkeit, meine Stärke - meine Stärke, Deutschlands Macht.
Немачко јединство, моја снага - моја снага, моћ Немачке.
Немачки фудбалски клуб, Арминија из Билефелда, такође носи име по Арминију.